# 안제이 레페르

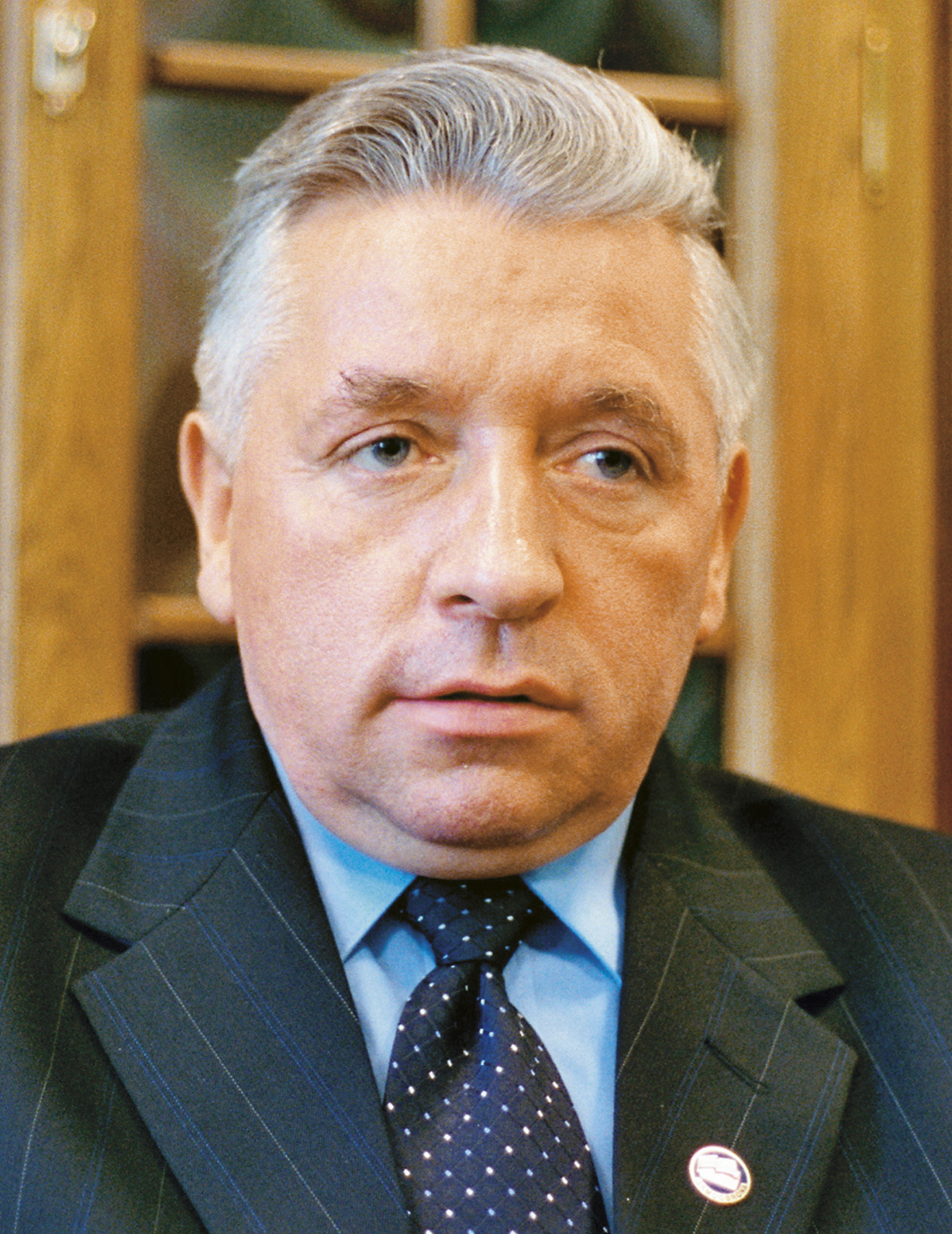
안제이 레페르

안제이 즈비그니에프 레페르(폴란드어: Andrzej Zbigniew Lepper, 1954년 6월 13일 ~ 2011년 8월 5일)는 폴란드의 정치인으로, 폴란드 공화국 자주국방당(이하 자주국방당)의 대표였다. 2006년 5월 5일부터 9월 22일까지, 2006년 10월 16일부터 2007년 7월 9일까지 야로스와프 카친스키 내각의 부총리 및 농업농촌개발부 장관직을 지냈다.
정계에 입문하기 이전에는 서포모제주의 지엘노보(Zielnowo) 마을에서 일하던 농부였으며, 1995년부터 2010년까지 한 번도 빠지지 않고 대선에 출마한 경력이 있다. 하지만 농부 시절에 과도한 빚을 졌으며, 정계에서도 성범죄 스캔들에 연루되는 등 혼란을 겪었고, 결국 2011년 8월 5일 스스로 목숨을 끊었다.

## 역대 선거 결과
| 선거명        | 직책명                       | 대수 | 정당                     | 득표율 | 득표수      | 결과         | 당락                     |
| ------------- | ---------------------------- | ---- | ------------------------ | ------ | ----------- | ------------ | ------------------------ |
| 1991년 선거   | 하원의원 (코샬린 제21선거구) | 1대  | 폴란드 공화국 자주국방당 | 0.67%  | 1,617표     | 비례대표 1번 | 낙선                     |
| 1993년 선거   | 하원의원 (코샬린 제20선거구) | 2대  | 폴란드 공화국 자주국방당 | 13.21% | 24,480표    | 비례대표 1번 | 낙선                     |
| 1995년 선거   | 폴란드의 대통령              | 3대  | 폴란드 공화국 자주국방당 | 1.32%  | 235,797표   | 9위          | 낙선                     |
| 1997년 선거   | 상원의원 (코샬린 광역부)     | 4대  | 폴란드 공화국 자주국방당 | 15.86% | 24,614표    | 4위          | 낙선                     |
| 1998년 선거   | 상원의원 (폴란드 제3선거구)  | 1대  | 사회동맹                 | 9.98%  | 8,975표     | 1위          | 실레시아주 상원의원 당선 |
| 2000년 선거   | 폴란드의 대통령              | 3대  | 폴란드 공화국 자주국방당 | 3.05%  | 537,570표   | 5위          | 낙선                     |
| 2001년 선거   | 하원의원 (코샬린 제40선거구) | 4대  | 폴란드 공화국 자주국방당 | 21.78% | 44,814표    | 비례대표 1번 | 코샬린 하원의원 당선     |
| 2005년 선거   | 하원의원 (코샬린 제40선거구) | 5대  | 폴란드 공화국 자주국방당 | 19.11% | 33,535표    | 비례대표 1번 | 코샬린 하원의원 당선     |
| 2005년 선거   | 폴란드의 대통령              | 4대  | 폴란드 공화국 자주국방당 | 15.11% | 2,259,094표 | 3위          | 낙선                     |
| 2007년 선거   | 하원의원 (코샬린 제40선거구) | 6대  | 폴란드 공화국 자주국방당 | 3.43%  | 8,459표     | 비례대표 1번 | 낙선                     |
| 2008년 재선거 | 상원의원 (코샬린 제21부)     | 7대  | 폴란드 공화국 자주국방당 | 3.81%  | 3,435표     | 비례대표 1번 | 낙선                     |
| 2010년 선거   | 폴란드의 대통령              | 5대  | 폴란드 공화국 자주국방당 | 1.28%  | 214,657표   | 7위          | 낙선                     |